# Saint-Martial-le-Mont
Saint-Martial-le-Mont település Franciaországban, Creuse megyében. Lakosainak száma 264 fő (2022. január 1.). Saint-Martial-le-Mont Ahun, Ars, Fransèches, Issoudun-Létrieix, Lavaveix-les-Mines, Moutier-d’Ahun, Saint-Médard-la-Rochette és Saint-Pardoux-les-Cards községekkel határos.

## Népesség
A település népessége az elmúlt években az alábbi módon változott:
| Lakosok száma | 356  | 265  | 255  | 267  | 220  | 244  | 261  | 272  | 269  | 264  |
|               | 1968 | 1982 | 1990 | 2006 | 2013 | 2015 | 2017 | 2019 | 2020 | 2022 |